# Радаслије
Радаслије је насељено мјесто у Босни и Херцеговини у општини Гламоч које административно припада Федерацији Босне и Херцеговине. Према попису становништва из 1991. у насељу је живјело 863 становника.

## Становништво
По попису из 1991. у селу је живело 863 становника (515 Срба, 330 Муслимана).